# Esfenocorona
Em geometria, a esfenocorona é um dos sólidos de Johnson (J86). É um dos sólidos de Johnson elementares que não surgem de manipulações de "corte e cola" dos sólidos platônicos ou arquimedianos.

## Ligações externas

Uma rotação completa de uma esfenocorona, fotos a cada 15°, parte do acervo da Matemateca IME-USP.